# Fira Internacional del Llibre d'Alexandria
La Fira Internacional del Llibre d'Alexandria (en àrab: معرض الكتاب الدولي بالاسكندرية ; en anglès: Alexandria International Book Fair) és un event cultural que té com a premissa la promoció de la lectura i que pren lloc anualment a la ciutat d'Alexandria, Egipte.

## Història
La fira d'Alexandria es va inaugurar pocs anys després de la construcció de la Bibliotheca Alexandrina, esdevenint un dels principals pols d'atracció de la cultura de la ciutat, a més de llibres, diferents museus i centres d'estudis de ciències i arts. En poc temps, va tenir un ràpid creixement tant de visites com d'editors nacionals i internacionals, esdevenint la segona més important d'Egipte, just darrere de la Fira Internacional del Llibre del Caire, que també és la més antiga del país. El creixement va tenir un impuls important en l'edició del 2019, aconseguint el major creixement des de la seva creació, destacant la major afluència del públic jove interessat per a la literatura.
A més dels llibres, la fira també destaca pels seus tallers, seminaris i debats com el rol de la dona al món àrab amb un total de més de 150 activitats durant les dues setmanes que dura l'event.

## Darreres edicions
La fira compte amb una presència destacada d'editors i autors de països de d'Orient Mitjà, a més de tenir un convidat d'honor sobre el qual giren diversos debats i activitats.
- XV, celebrada l'any 2019.
  - País convidat: França[3]
- XIV, celebrada l'any 2018.
  - País convidat: Aràbia Saudita[4]

- XIII, celebrada l'any 2017.
  - País convidat: Itàlia[5]